# Форт-Сімпсон
Форт-Сімпсон (англ. Fort Simpson) — село в Канаді, у  Північно-західних територіях.

## Населення
За даними перепису 2016 року, село нараховувало 1202 особи, показавши скорочення на 2,9%, порівняно з 2011-м роком. Середня густина населення становила 15,3 осіб/км².
З офіційних мов обидвома одночасно володіли 50 жителів, тільки англійською — 1 125, а 5 — жодною з них. Усього 245 осіб вважали рідною мовою не одну з офіційних, з них 225 — одну з корінних мов.
Працездатне населення становило 72% усього населення, рівень безробіття — 14,4%.
Середній дохід на особу становив $59 659 (медіана $47 552), при цьому для чоловіків — $59 312, а для жінок $60 055 (медіани — $46 208 та $50 176 відповідно).
17,6% мешканців мали закінчену шкільну освіту, не мали закінченої шкільної освіти — 25,4%, 56,5% мали післяшкільну освіту, з яких 24,8% мали диплом бакалавра, або вищий.
| Статево-вікова структура населення | Статево-вікова структура населення | Статево-вікова структура населення | Статево-вікова структура населення | Статево-вікова структура населення |
| ---------------------------------- | ---------------------------------- | ---------------------------------- | ---------------------------------- | ---------------------------------- |
|                                    |                                    |                                    |                                    |                                    |
| Всього                             | Всього                             | 52,9%47,1%                         |                                    |                                    |
| 0 — 14 років                       | 0 — 14 років                       |                                    | 18%                                | 18%                                |
| 15 — 64 років                      | 15 — 64 років                      |                                    | 73,2%                              | 73,2%                              |
| 65 і більше                        | 65 і більше                        |                                    | 8,8%                               | 8,8%                               |
| 85 і більше                        | 85 і більше                        |                                    | 0,8%                               | 0,8%                               |
| Середній вік (років)               | Середній вік (років)               | 37,138,6                           | 37,8                               | 37,8                               |
| Медіана (років)                    | Медіана (років)                    | 36,539,9                           | 38,3                               | 38,3                               |
| — чоловіки — жінки                 |                                    |                                    |                                    |                                    |

| Походження мешканців:     | Походження мешканців:     | Походження мешканців: | Походження мешканців: | Походження мешканців: |
| ------------------------- | ------------------------- | --------------------- | --------------------- | --------------------- |
| Походження                |                           |                       | осіб                  | %                     |
| Корінні американці        | Корінні американці        |                       | 860                   | 72.88%                |
| Інше північноамериканське | Інше північноамериканське |                       | 100                   | 8.47%                 |
| Європейське               | Європейське               |                       | 480                   | 40.68%                |
| британське                | британське                |                       | 320                   | 27.12%                |
| французьке                | французьке                |                       | 120                   | 10.17%                |
| українське                | українське                |                       | 25                    | 2.12%                 |
| Азійське                  | Азійське                  |                       | 20                    | 1.69%                 |

## Клімат
Село знаходиться у зоні, котра характеризується континентальним субарктичним кліматом. Найтепліший місяць — липень із середньою температурою 17.4 °C (63.4 °F). Найхолодніший місяць — січень, із середньою температурою -24.2 °С (-11.5 °F).
| Клімат Форт-Сімпсона    | Клімат Форт-Сімпсона | Клімат Форт-Сімпсона | Клімат Форт-Сімпсона | Клімат Форт-Сімпсона | Клімат Форт-Сімпсона | Клімат Форт-Сімпсона | Клімат Форт-Сімпсона | Клімат Форт-Сімпсона | Клімат Форт-Сімпсона | Клімат Форт-Сімпсона | Клімат Форт-Сімпсона | Клімат Форт-Сімпсона | Клімат Форт-Сімпсона |
| Показник                | Січ.                 | Лют.                 | Бер.                 | Квіт.                | Трав.                | Черв.                | Лип.                 | Серп.                | Вер.                 | Жовт.                | Лист.                | Груд.                | Рік                  |
| Абсолютний максимум, °C | 13,2                 | 14,4                 | 16,1                 | 25,5                 | 32,8                 | 33,9                 | 36,6                 | 35,4                 | 30                   | 24,9                 | 12,2                 | 14,5                 | 36,6                 |
| Середній максимум, °C   | −19,8                | −15,3                | −6,4                 | 5,8                  | 15                   | 21,8                 | 23,7                 | 20,9                 | 13,7                 | 1,8                  | −11,5                | −17,5                | 2,7                  |
| Середня температура, °C | −24,2                | −20,6                | −13                  | −0,4                 | 8,7                  | 15,3                 | 17,4                 | 14,7                 | 8,2                  | −2                   | −15,5                | −21,7                | −2,8                 |
| Середній мінімум, °C    | −28,5                | −25,9                | −19,7                | −6,7                 | 2,2                  | 8,8                  | 11,2                 | 8,5                  | 2,6                  | −5,9                 | −19,4                | −25,9                | −8,2                 |
| Абсолютний мінімум, °C  | −50                  | −53,3                | −42,2                | −38,3                | −17,5                | −2,2                 | −1,1                 | −3,7                 | −20,6                | −27,7                | −41,7                | −50,6                | −53,3                |
| Норма опадів, мм        | 18.9                 | 17.6                 | 15.4                 | 17                   | 29.4                 | 51.3                 | 61.1                 | 61.4                 | 32.2                 | 39.4                 | 24.8                 | 19.1                 | 387.6                |
| Днів з опадами          | 11,1                 | 10,5                 | 9                    | 5,3                  | 9,6                  | 11,4                 | 11,7                 | 10,5                 | 9,6                  | 11,5                 | 11,8                 | 11                   | 123                  |
| Днів з дощем            | 0,2                  | 0,1                  | 0,2                  | 1                    | 7,1                  | 11,3                 | 12,1                 | 11                   | 9,8                  | 4,2                  | 0,2                  | 0                    | 57,1                 |
| Днів зі снігом          | 11,3                 | 11,1                 | 9,4                  | 4,5                  | 2                    | 0                    | 0                    | 0,1                  | 1,7                  | 9,4                  | 12,3                 | 11,5                 | 73,2                 |
| Вологість повітря, %    | 71                   | 72                   | 70                   | 71                   | 63                   | 68                   | 63                   | 67                   | 71                   | 78                   | 78                   | 71                   | 70                   |
| ----------------------- | -------------------- | -------------------- | -------------------- | -------------------- | -------------------- | -------------------- | -------------------- | -------------------- | -------------------- | -------------------- | -------------------- | -------------------- | -------------------- |
| Джерело: Weatherbase    |                      |                      |                      |                      |                      |                      |                      |                      |                      |                      |                      |                      |                      |